# Lijst van burgemeesters van Sint-Oedenrode
Dit is een lijst van burgemeesters van de voormalige Nederlandse gemeente Sint-Oedenrode in de provincie Noord-Brabant.
| Ambtsperiode | Naam burgemeester                              | Partij of stroming | Bijzonderheden                    |
| ------------ | ---------------------------------------------- | ------------------ | --------------------------------- |
| 1810 - 1812  | Gerard de Jong                                 |                    | maire                             |
| 1812 - 1813  | Gosuinus Hermanus van Nouhuijs                 |                    | maire                             |
| 1813         | Bernard Verhagen                               |                    | maire/schout                      |
| 1813 - 1833  | Jean van Hombergh                              |                    | eerst als schout                  |
| 1833 - 1855  | Johan van Roij                                 |                    |                                   |
| 1855 - 1873  | Constantijn Chr. L. van Vessem                 |                    |                                   |
| 1874 - 1896  | Carl Joseph Schindler                          |                    |                                   |
| 1896 - 1914  | Alphonse M.C.J.A. Sassen                       |                    |                                   |
| 1915 - 1942  | Jhr. Hubert L.J.M. van Rijckevorsel van Kessel |                    |                                   |
| 1942 - 1944  | Marinus Johannes Tolhoek                       | NSB                |                                   |
| 1944 - 1946  | Jhr. Hubert L.J.M. van Rijckevorsel van Kessel |                    | waarnemend                        |
| 1947 - 1957  | V.J.E. Leurs                                   |                    | vanaf febr. 1956 met ziekteverlof |
| 1956 - 1957  | Martien van Helvoort                           | KVP                | waarnemend                        |
| 1957 - 1977  | Jacques (J.J.M.) Werner                        | KVP                |                                   |
| 1976 - 1978  | Bert (H.M.) van Kuik                           | KVP                | waarnemend                        |
| 1978 - 1991  | Ger (G.M.) van Oerle                           | KVP / CDA          |                                   |
| 1991 - 2003  | Piet Schriek                                   | CDA                |                                   |
| 2003 - 2017  | Peter (P.M.) Maas                              | CDA                |                                   |